# López Silva
José María López Silva Sánchez (ur. 1 lutego 1983 w Huelva) – hiszpański piłkarz występujący na pozycji pomocnika w Córdoba CF.

## Kariera klubowa
López zaczął swoją karierę w Realu Madryt jako junior, potem grał w rezerwach tego klubu. W sezonie 2002/03 przeniósł się do Valencia CF, nie rozegrał tam ani jednego meczu. W lecie 2004 roku podpisał kontrakt z CD Linares. W kolejnych sezonach reprezentował barwy Burgos CF, CD Alcalá, Orihuela CF na trzecim poziomie rozgrywek w Hiszpanii. W lipcu 2008 roku podpisał kontrakt z Cádiz CF. Pomógł tej drużynie awansować do wyższej klasy rozgrywkowej Segunda División. Debiut w zespole z Cádiz CF nastąpił 30 sierpnia 2009 roku w meczu z UD Salamanca. 15 czerwca 2011 roku podpisał kontrakt z Córdoba CF, związał się 2 letnią umową. Z hiszpańskim zespołem awansował do najwyższej klasy rozgrywkowej. Debiut w Primera División nastąpił 25 sierpnia 2014 roku w meczu z Realem Madryt, przegranym 0-2.

### Statystyki klubowe
| Sezon   | Klub                 | Kraj      | Liga               | Mecze | Bramki | Puchar Kraju | Mecze | Bramki |
| ------- | -------------------- | --------- | ------------------ | ----- | ------ | ------------ | ----- | ------ |
| 2001/02 | Real Madryt Castilla | Hiszpania | Segunda División B | -     | -      | -            | -     | -      |
| 2002/03 | Valencia B           | Hiszpania | Segunda División B | 0     | 0      | -            | -     | -      |
| 2003/04 | Cartaya              | Hiszpania | Segunda División B | -     | -      | -            | -     | -      |
| 2004/05 | Linares              | Hiszpania | Segunda División B | 28    | 0      | -            | -     | -      |
| 2005/06 | Burgos               | Hiszpania | Segunda División B | 18    | 1      | -            | -     | -      |
| 2006/07 | Alcalá               | Hiszpania | Segunda División B | 33    | 7      | -            | -     | -      |
| 2007/08 | Orihuela             | Hiszpania | Segunda División B | 34    | 1      | -            | -     | -      |
| 2008/09 | Cádiz CF             | Hiszpania | Segunda División B | 30    | 3      | -            | -     | -      |
| 2009/10 | Cádiz CF             | Hiszpania | Segunda División   | 34    | 3      | -            | -     | -      |
| 2010/11 | Cádiz CF             | Hiszpania | Segunda División B | 32    | 2      | -            | -     | -      |
| 2011/12 | Córdoba CF           | Hiszpania | Segunda División   | 39    | 4      | -            | -     | -      |
| 2012/13 | Córdoba CF           | Hiszpania | Segunda División   | 35    | 4      | -            | -     | -      |
| 2013/14 | Córdoba CF           | Hiszpania | Segunda División   | 38    | 3      | -            | -     | -      |
| 2014/15 | Córdoba CF           | Hiszpania | Primera División   | 8     | 0      | Puchar Króla | 2     | 0      |
| 2015/16 | Córdoba CF           | Hiszpania | Segunda División   | 11    | 0      | -            | -     | -      |

Stan na: 27 maja 2016 r.